# Сказание о Словене и Русе и городе Словенске
Сказание о Словене и Русе и городе Словенске — новгородское по происхождению легендарно-историческое сочинение XVII века (не позднее 1638 или не позднее начала 1640-х годов), содержащее позднелетописную легенду о происхождении славян, заселении окрестностей Новгорода племенем словен, их истории до Рюрика, эпических предках русского народа и начале Русского государства.
Охватывает период от потомков Ноя до призвания варягов. Проводит идею древности «славеноросского народа». Главной темой произведения является рождение Руси в доисторические времена. История Руси объявлялась самой древней и славной среди племён земных. Великий Словенск, согласно хронологии «Сказания…», был построен раньше рождения Моисея. Автор описал древнюю державу славян и русов, которая, согласно сочинению, простиралась на весь Русский север, Урал и в Зауралье. Славяне и русы успешно воевали Египетские, Иерусалимские и другие страны. В «Сказание…» входит имевшая популярность в средневековой славянской историографии легендарная «Грамота Александра Македонского славянским князьям». «Сказание…» является центральным памятником легендарной историографии XVII века.
В середине XVII века «Сказание…» было включено в Патриарший летописный свод 1652 года, что свидетельствует о признании его в качестве официальной версии начальной русской истории. Было широко известно в Русском государстве в XVII—XVIII веках. Оказало сильнейшее влияние на памятники позднейшей русской историографии.
«Сказание…» носит фантастичный характер и представляет собой литературный вымысел; его конструкция и датировки противоречат историческим реалиям. Произведение сходно по замыслу с «Повестью о Мосохе», созданной в то же время.

## Текстология
Произведение не имеет устойчивого названия (варианты: «Написание о зачале в Славенорустей земли первоначальнаго Великого Новаграда»; «История о зачяле Руския земли и создании Новаграда»; «Начало Словенску, еже есть Великий Новград именуетца» и др.).
Сохранилось более 100 списков «Сказания…», датированных в основном второй половиной XVII века, в том числе в составе Патриаршего летописного свода 1652—1658 годов, «Хронографа» 1679 года, «Цветника» 1665 года, Архивского списка Патриаршего летописного свода 1670-х годов, Новгородской третьей летописи, Мазуринского летописца Исидора Сназина, новгородских Забелинской и Погодинской летописей и др.; «Сказание…» дополняло списки более ранних летописей, в том числе Никаноровской, Холмогорской, Никоновской (в списке Арсения Суханова), Степенной книги. Современные издания чаще основываются на списке «Хронографа» 1679 года.
«Сказание…» впервые появляется в сборниках конца 1630-х — начала 1640-х годов, переписанных за пределами Новгорода. Первый известный список имеет заглавие «Сказание вкратце, еще от коего колена поидоша словяне» и входит в состав рукописи образованного книжника середины 1630-х годов. Второй по возрасту список относится к началу 1640-х годов.
Текст устойчив, кроме того, что в летописном повествовании памятник в ряде случаев разбивался на отдельные фрагменты, которые помещались между другими известиями согласно хронологической сетке. Так сделал Исидор Сназин, составивший Мазуринский летописец. Различия между списками, использованные для классификации А. Л. Гольдбергом, незначительны.

## История и источники
Сочинение не имеет фольклорных истоков, поэтому наименование его «сказанием» неточно; его письменные источники также неизвестны. Новгородская повесть не имеет аналогов в сходных по замыслу сюжетах предшествующей хорватской, чешской и польской историографии.
К Библии восходят только имена Ноя и его третьего сына Иафета. «Сказание…» стало результатом развития и адаптации к местным условиям легенды о Чехе и Лехе, которая впервые была зафиксирована в Великопольской хронике XIV века, а позднее трансформировалась в легенду о Чехе, Лехе и Русе, представленных как родоначальники славянских народов. Рус, в западнославянских легендах имевший скромную роль младшего брата или потомка Леха, в русской версии легенды становится вместе со Словеном предком всех славянских народов. «Сказание…» повторяет распространённую легенду о происхождении Рюрика от римского императора Августа. Новым в русской традиции было утверждение о родстве славян с кочевыми народами, прежде всего, скифами (ср. польский сарматизм). Историографические концепции, которые связывают славян со скифами, имеют позднесредневековое происхождение.
Другие источники «Сказания…» — «Повесть временных лет» и «Сказание о князьях Владимирских», использованные в заключительной части сочинения, а также «грамота Александра Македонского о славянах», латинские списки которой известны с XV века.
Основным отличием «Сказания…» от «Повести временных лет» в отношении представлений о происхождении славян является идея, что их прародиной был Новгород. Однако разрыв с концепцией «Повести временных лет» скрадывается за счёт того, что «Сказание…» описывает более древние времена, чем летописный текст. «Сказание…» наследует традицию «Повести временных лет», которая согласно своим византийским и античным источникам называет Северное Причерноморье, где расселяются славяне — потомки Иафета, Великой Скифией. Это именование дало возможность составителю «Сказания…» объявить прародителей средневековых народов Восточной Европы — братьев Словена, Руса, Болгара (предка волжских болгар), Комана (предка куманов-половцев), Истера и хозар — принадлежащими к роду Скифа, правнука Иафета. Кроме того, понятие «Великия Скафия» было на слуху под влиянием польских и чешских авторов, в XVI—XVII веках продвигавших сарматскую теорию происхождения шляхты.
А. С. Мыльников отметил наличие следов знакомства с «грамотой Александра Македонского славянам», составляющей часть «Сказания…», в стихотворном панегирике профессора Торуньской гимназии Конрада Тамнитиуса, который посвящён матери польского короля Яна Казимира (1640). Начиная с самых ранних списков, в заглавии «Сказания…» читается: «[Выписано] из История печ. Киевского». Ряд исследователей прошлого рассматривал это указание как ссылку на «Синопсис» Иннокентия Гизеля 1674 года, и датировал «Сказание…» более поздним временем.
«Грамота Александра», которая включена в «Сказание…», вероятно, восходит к польскому оригиналу, о чём свидетельствует форма «Марша» (Марса) и слово «лист» в значении «послание». Возможно, источником текста грамоты послужила польская Хроника Мартина Бельского, русский перевод которой известен с 1584 года. В сравнении с оригиналом грамоты «Сказание…» меняет только адресатов и географию пожалований. Автор новгородской повести творчески использовал
данный текст, в оригинальной, предположительно, своей, редакции. Об Александре Македонском русские книжники знали по роману «Александрия» и большому числу хронографических повестей.
Новгородская редакция «Сказания…» завершена сюжетом из «Сказания о князьях Владимирских». Рассказывается, что Гостомысл правит в возобновленном после запустения Новгороде / Словенске. Он даёт совет призвать «самодержца» из Прусской земли «от рода Августова». В Новгород прибыл «курфистр и князь великий» Рюрик. Гостомысл упоминается в западнославянских текстах. 
«Сказание…» создано в Новгороде, поскольку зачин этого произведения — «Написание о зачале в Славенорустей земли первоначальнаго Великого Новгорода» отсылает к средневековой новгородской традиции, отражённой во введении к Новгородской первой летописи. В «Сказании…» имеется ряд сибирских мотивов (страна «Скирь», сибирское наименование соболя — «дынка»), в связи с чем А. В. Лаврентьев предположил, что произведение оставлено митрополитом Новгородским Киприаном (1626—1634), ранее являвшимся архиепископом Тобольским и Сибирским (1620—1626). По другому предположению какая-то ранняя версия «Сказания…», утверждающего исключительное значение Новгорода для славянской и русской истории, появилась в годы шведской оккупации Новгорода (1611—1617), и «Сказания…» обосновывало право Новгорода выбирать для себя и для всей России государя. Идея этнического родства славян и скифов имела некоторое отражение в новгородской письменности данного периода, например, известна «Повесть о видении в Новгороде», рассказывающая, что «бысть явление в Скифополской стране, иже нарицается в Великом Новеграде».
В персидском «Собрании историй» начала XII века рассказывается о русах и славянах с упоминанием эпонимов Рус и Саклаб (Славянин).

## Содержание
Памятник ориентирован на этнокультурные, а не династические или государственные истоки руси — начало истории народа русь, а не государства Русь. Представляет собой относительно ранний текст, синтезировавший идеи древности «славеноросского народа», мотив прародителей разных народов — потомков Ноя, а также «грамоту Александра Македонского».
«Сказание…» содержит комплекс этногенетических легенд, в которых этнонимы и топонимы, особенно новгородские топонимы, возводятся к именам потомков Ноя. Повествование начинается с рассказа о разделении земли между ними после потопа. Сочинение описывает историю потомков третьего сына Ноя, Иафета, который унаследовал западные и северные страны. Правнуки Иафета Скиф и Зардан (вариант: Казардан) переселились из западных стран в Причерноморье («Ексинопонт»). Позднее их потомки получили название Великой Скифии. От Скифа происходят братья Словен, Рус, Болгар, Коман и Истр («Истер»), равно как хозары, представленные безымянным «каганом-сыроядцем», о котором якобы «греческая история глаголет» («от сих же племени во время последнее и коган сыроядец вскочи»).
Далее следует главная тема — рождение Руси в доисторические времена. По причине усобицы Словен и Рус в 3099 году от Сотворения мира со своими людьми переселились на север. Основную часть открывает речь мудрейших и храбрейших скифских князей Словена и Руса, произнесённая на совете с подданными о том, что праотец Ной наградил «прадеда нашего Афета» широкими пространствами вселенной. По этой причине, «братья и друзья, оставим вражду нашу и нестроение, которые творятся в нас от тесноты», и пойдём «в жребий прадедов наших, куда нас приведет счастье». «И люба была речь эта Словенова и Русова всем людям», и вышли они из Скифии, «подобно крылатым орлам пролетая пустыни многие, ища себе места для поселения». Братья и их народ блуждали четырнадцать лет, прежде чем оказались на берегах озера Мойска. Волхование велело им остановиться на этом месте. «Новопришельцы скифы» построили здесь великий град Словенск и начали именоваться словянами.
На севере имена и деяния Словена и Руса, их детей и внуков, связываются с древними топонимами и городами. Озеро Мойска позднее получило название Ильмень («Илмерь») в честь сестры Словена и Руса Илмеры. Река Мутная была переименована по имени старшего сына Словена в Волхов. На её берегу князь построил город Великий Словенск, позднее названный Новгородом. Рус основал Русу (Старая Руса). Аналогично прочие новгородские топонимы возводятся к именам родственников князей. Волхов, соответствуя своему имени (название реки ассоциируется с волхвами, волошбой), был колдуном и прорицателем, он умел преображаться в крокодила и наводил страх на непокорных. «Невегласии» (язычники) почитали его богом и именовали Перуном, в честь которого Волховом был основан «градок мал на месте Перыня».
Сыновья и внуки Словена и Руса совершали походы до Ледовитого океана, Урала и страны за горами, «рекомой Скирь, иже есть Сибирь». Потомкам Словена и Руса покорился весь север до Ледовитого океана и Зауралья — Сибири, а вместе с сородичами — болгарами и скифами они подчинили земли до Дуная.
Словяне и русы успешно воевали Египетские, Иерусалимские и другие земли. Они потрясали всех своей храбростью, и слух о них «возгремел в уши» владетелю вселенной Александру Македонскому. По причине «далняго разстояния пуста и неудобо-проходных морских вод и превысоких гор» Александр не мог покорить славянских князей Великосана, Асана и Авесхана. «Премудрый самодержец пресветлый Александр» решил заключить мир со словяно-русскими князьями. Тогда он послал им написанную им самим «златопернатыми письменами» грамоту со «златокованым гербом», в которой подтвердил за ними и их потомками право владения землями и народами «от моря Варяжскаго до моря Хвалимского». В старшем списке имеется рисунок «печати Александра Македонского», на котором изображена распластанная одноглавая птица. Эту «епистолию» князья повесили в словяно-русской божнице «с правой стороны идола Велеса». В честь неё они установили ежегодный праздник.
Великий Словенск дважды приходил в запустение и возрождался славянами, приходившими с Дуная вместе с родственными им болгарами и скифами. При втором возрождении город был построен ниже по течению Волхова и назван Великим Новгородом. Его «старейшиной и князем» стал легендарный Гостомысл. Отсюда славяне вновь расселились на всю Восточную и Юго-Восточную Европу. Род Гостомысла пресёкся ещё при его жизни, и он дал новгородцам совет призвать из Прусской земли самодержцев «от рода Августова» — потомков римского императора Августа. Из Пруссии пришёл «курфистр или князь великий» Рюрик, «царь от рода царского». На фигуре Рюрика рассказ «Сказания…» смыкается с летописанием. Также в «Сказании…» говорится: «Сын старейшаго князя новгородцкаго Гостомысла, именуемый младый Словен, сей отъиде от отца своего в Чюдь и тамо постави град во имя свое над рекою на месте, нарицаемом Ходницы, и нарече граду имя Словенеск, и княжив в нем три лета, и умре. Сын же его Избор, сей преименова имя граду своему и нарече Изборск. Сей же князь Избор змием изъяден умре».

## Распространение и влияние

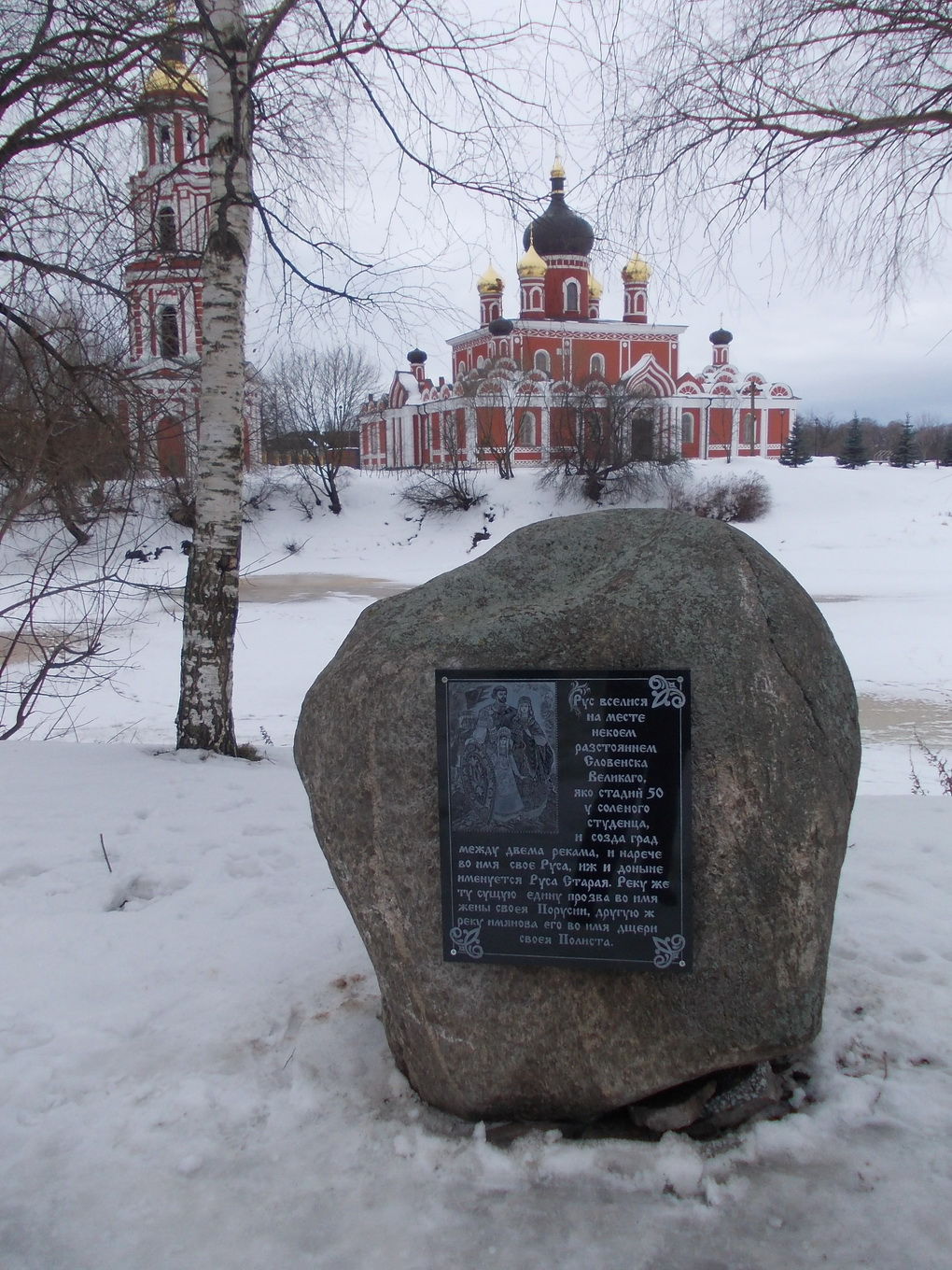
Памятный знак Русу как эпическому основателю города Старой Руссы

«Сказание…», включающее игру именами и названиями, эмоциональные речи героев и вымышленные даты, свершения этих героев, размещённые в неизвестном периоде истории, было весьма современным для своего времени и литературным. По этой причине повесть получила быстрое распространение в книгописных мастерских наиболее серьёзных знатоков хронографии и летописания. Новая историография требовала нового начала, более героического и древнего, чем у соседних народов. Эта новгородская повесть в свою эпоху ни разу не была подвергнута критике, в отличие от другого фантастичного произведения, Повести о Мосохе, даже в Москве, для которой был характерен москвоцентризм. Московские и уездные авторы, рассматривавшие Москву как центр мира, уступили первенство в русской истории Новгороду, хотя располагали Повестью о внуке Ноя Мосохе, который породил «московитов» на берегах названной в его честь реки Москвы сразу после Вавилонского столпотворения. Автор Повести о Мосохе «привязал» вымышленных героев и события к канве исторических сочинений, которые имели хождение на Западе и были хорошо известны в России, что мотивировало учёных книжников проверить его сведения. «Сказание…» не обладало такими минусами.
Повесть не имела большой популярности до её включения в общерусское летописание. В середине XVII века «Сказание…» (с названием «История о начале Русской земли и о создании Новаграда и откуда пошел род словянских князей») было включено в Патриарший летописный свод 1652 года и, таким образом, признано содержащим официальную версию начальной русской истории. Включение в состав Патриаршего свода было сделано в Новгороде, откуда новгородский митрополит Никон перевёз летописные материалы в Москву. Свод был доведён до «избрания» Никона патриархом и завершён в Москве в 1652—1658 годах. Вхождение в авторитетный свод, который распространялся в большом числе списков, сделало повесть авторитетной для составителей крупных летописных памятников и способствовало её доступности для книжников.
«Сказание…» было широко известно в Русском государстве в XVII—XVIII веках. Свидетельством его популярности во второй половине XVII века являются его критика хорватским учёным XVII века Юрием Крижаничем, использовавшим свод 1652 года в качестве основного источника по русской истории, и перевод «грамоты Александра Македонского о славянах» на латинский язык, который, как установил А. С. Мыльников, был выполнен около 1665 года участником посольства Августина Мейерберга Себастианом Главиничем.
Патриаршими летописцами Повесть о Словене и Русе и Повесть о Мосохе были внесены в созданный при дворе патриарха Иоакима Русский Хронограф третьего разряда третьей редакции, разошедшийся по стране в большом количестве списков. Присутствие двух данных повестей А. Н. Попов назвал наиболее заметной особенностью произведения. Разные редакции Русского Хронографа, наряду со Степенной книгой, были основными четьими историческими книгами.
«Синопсис» архимандрита Киево-Печерского монастыря Иннокентия Гизеля 1674 года в своеобразном изложении включил Повесть о Словене и Русе и Повесть о Мосохе. Массовое для своего времени издание оказало заметное влияние на широкого читателя и книжную среду, которые легко смешивали мало совместимые истории двух повестей. Составитель чернового автографа Новгородской Забелинской летописи, созданного в 1670—1680-х годах, заимствовал повесть о Словене и Русе из ранней (новгородской) редакции Патриаршего свода 1652 года, а повесть о Мосохе читал, делая ссылки, в тексте «Синопсиса». Он упрекнул автора «Синопсиса» в смешивании «верных» сведений о Словене и Русе с недостоверной, по его мнению, Повестью о Мосохе. Мотивацией летописца был не только местный патриотизм. Ввиду своего содержания Повесть о Мосохе давала больше причин для сомнений, чем Поесть о Словене и Русе.
Во второй половине XVII—XVIII веках «Сказание…» было использовано в большом числе исторических компилятивных сочинений, включая такие, как Латухинская Степенная книга, исторические сочинения Тимофея Кифича Каменевича-Рвовского, анонимный «Кроник Псковский», Иоакимовская летопись В. Н. Татищева, Новгородская Забелинская и Новгородская Погодинская летописи, «Подробная летопись от начала России до Полтавской баталии», в «Кратком описании народа славенскаго» П. Н. Крёкшина.
В 1676 году архимандритом Макарьевского Желтоводского монастыря Тихоном была составлена Латухинская Степенная книга, где повесть о Словене и Русе была приведена без переработок. Несмотря на значительный объём, книга переписывалась много раз. В 1680–1690-х годах книга и производные от неё сочинения воспроизводились в десятках списков, интерес переписчиков долго не падал и в следующем веке.
Учёный новгородец Исидор Сназин интегрировал элементы Повести о Мосохе в Повесть о Словене и Русе. В декабре 1682 года он завершил свой Мазуринский летописец. Сназин разделил повесть о Словене и Русе на летописные статьи и переработал содержание следующим образом. 2242 год от сотворения мира — Всемирный потоп; 2244 год — Афет получил от Ноя западные и северные страны, а «по малом времени» его правнуки Скиф и Казардан основали Великую Скифию. В то же время Мосох, шестой сын Афета, ушёл от Вавилона со своим племенем, в 2373 году (3135 году до Рождества Христова) прибыл в район севернее Чёрного и Азовского морей, где «народил московитов». «Московиты» и являются скифами, которые в 3099 году (2409 году до н. э.) отправились на поиски новых земель во главе с князьями Словеном и Русом. Они блуждали 14 лет, а Великий Словенск был основан в 3113 году. Александр Македонский упоминается Сназиным под 4885 годом, что удревнило этого второго после словяно-русских князей завоевателя мира на три века. Получалось, что героические словянские князья прославились лишь спустя через 1772 года после основания великой северной державы. Но по замыслу автора повести словяне и Русь — одни из древнейших народов вселенной. Сназин включил имена трёх князей (Великосана, Асана и Авесхасана) в сведения о древних походах на Египет и Палестину и составил статьи об Иове (3575), Моисее (4015), Иисусе Навине (4058) и других библейских персонажах, которые жили почти на полтысячелетия позже этих князей. Лишь после Иеремии (4880) он перешёл к статье об Александре Македонском, который слышал «от всех стран» неутешительные известия о словянах и русах. В итоге трое князей с именами древнейших героев оказались возрождены в летописи при Александре Македонском. Согласно перечислению народов Сназиным, не только все словяне, в том числе западные и южные, родом от Великого Словенска, но и вообще все коренные жители Северо-Восточной Европы, которые были объединены в Российском государстве. Спустя много столетий Гостомысл правит обширным государственным образованием, описанным Сназиным как обширный племенной союз, и как «Руская земля». Повесть оканчивается призывом Гостомысла призвать «властодержца и государя от роду царского». В итоге на Русь прибывает Рюрик. Замысловатое сочинение Сназина не получило популярности и сохранилось в одном списке.
Популярность Повести о Словене и Русе росла благодаря большому числу списков Новгородской Забелинской летописи и составленной на основе последней в 1680—1690-х годах Новгородской Погодинской летописи, которая продолжалась в рамках новых редакций и списков с конца XVII до начала XIX века.
«Сказанием…» дополнялись списки более ранних летописей, в том числе Никаноровской, Холмогорской, Никоновской (в списке Арсения Суханова), Степенной книги. В ряде случаев «Сказание…» приплеталось в начале кодекса.
В конце XVII века Тимофеем Каменевичем-Рвовским, иеродьяконом Холопьего монастыря на Мологе на основе Повести о Словене и Русе и Повести о Мосохе были составлены разные тексты. В его широко известном «Летописце от Создания мира», который некоторые авторы считают Иоакимовской летописью или отражением последней, Повесть о Словене и Русе заменяет древнейшую историю до императора Клавдия, сравнительно с использованным им «летописцем о царех». Повествование о Мосохе в рамках сказания «О зачале царствующаго великаго града Москвы, како исперва зачася» Тимофей включил в другой летописец. 6 августа 1684 года Тимофей начал текстом Повести о Словене и Русе «Книгу, именуемую историа еллиногрецкая и грекословеньская», а затем «Летописец вкратце колена российских людей». Обе повести Тимофей объединил в ещё одном широко известном со времен Николая Карамзина произведении 1699 года «Историчествующее и древнее описание и сказание всем вам есть во указание: о начале родов московскаго рода и Словенороссийскаго превеликаго народа, и о преименовании их, и о зачале превеликих градов их, царствующего и предвеликаго и первопредбытнаго града Москвы, и государствующаго второпредбытнаго же Великаго Новаграда». Автор перешёл к москвоцентризму, поместив Москву Мосоха на первое, а Новгород, Великий Словенск Словена и Руса, на второе место.
Известный писатель и просветитель Димитрий Ростовский знал обе повести, но использовал в своём произведении «Летопись, сказующая деяния от начала мира бытия до Рождества Христова» только повесть о Словене и Русе. Последняя целиком была включена в петровский официозный текст «Подробную летопись от начала России до Полтавской баталии», где из повести о Мосохе даётся только краткий отрывок о наречении его именем «народа московскаго и царственнаго града».
В XVIII—XIX веках «Сказание…» использовали авторы кратких, в том числе провинциальных летописцев, например, Углицкого летописца.
Своей темой «Сказание…» рано привлекло внимание учёных. В. Н. Татищев категорически относил его к разряду «баснословий»; он цитировал эту повесть по «Степенной Новгородской». Однако М. В. Ломоносов, особенно в полемике с Г. Ф. Миллером, утверждал наличие в «Сказании…» отзвуков исторической действительности. Ломоносов писал:

По моему мнению, сего древняго о Славенске предания ничем опровергнуть нельзя. И хотя внешними писательми не утверждается, однако само собою стоять может, и самовольно опровергать его в предосуждение древности славенороссийского народа не должно.
Ломоносов проиграл спор своим оппонентам, которые не желали рассматривать литературную легенду в качестве фактического основания русской истории.
Сюжет «Сказания…» обыгран в сказке В. А. Лёвшина «Повесть о богатыре Булате» (1780—1783).
Историографические концепции, связывающие славян со скифами, сохранялись до XX века (Любор Нидерле, Б. А. Рыбаков и др.). «Сказание…» связывает урочище Перынь на реке Волхов с именем славянского громовника Перуна; эта народная этимология побуждала исследователей к поискам языческого святилища на Перыни.
Сведения из «Сказания…» пользовались популярностью у фальсификаторов — А. И. Сулакадзева и составителей «Велесовой книги». В неоязыческом объединении «Велесов круг» (руководитель Илья Черкасов — волхв Велеслав) летоисчисление ведётся от 2409 года до н. э., «от основания Словенска Великого».
В Старой Руссе группой местных энтузиастов продвигается идея древнейшей истории города, в вопросе о времени основания которого они отдают предпочтение не аутентичным свидетельствам XI–XII веков, а «Сказанию о Словене и Русе», рассказывающему, в частности, об основании Руссы князем Русом. В центре Старой Руссы был установлен камень с цитатой из Сказания об основании города Русом. Основание Старой Руссы в местной прессе часто относится к древнейшим временам.

## Критика
Конструкция «Сказания…» и его датировки не соответствуют историческим реалиям; скифская эпоха относится к 1-му тысячелетию до н. э., а в «Сказании…» Словен и Рус перемещаются со своими народами на север Восточной Европы из-за распрей между потомками Скифа в 2409 году до н. э. События и датировки сочинения рассматриваются как вымышленные его автором.
Памятник чужероден русской летописной традиции. По мнению А. П. Богданова, автор сочинения нашёл незанятую нишу и заполнил её древними героями и событиями русского прошлого, от потомков Ноя до Рюрика, минимизировав соприкосновения с другими памятниками.